# چاک آدامس
 چاک آدامس (انگلیسی: Chuck Adams؛ زاده ۲۳ آوریل ۱۹۷۱) یک تنیس‌باز اهل ایالات متحده آمریکا است.